# 토마스 페르말런
토마스 페르말런(네덜란드어: Thomas Vermaelen, 네덜란드어 발음: [ˈtoː.mɑs ˌvərˈmaːlə(n)]; 1985년 11월 14일 ~ )은 벨기에의 축구인으로 현역 시절 센터백으로 활동했다. 대한민국에서는 성을 로마자 그대로 발음한 토마스 베르마엘렌으로도 알려져 있으며 주요 포지션은 센터백이었지만 레프트백 또한 소화할 수 있었다.
페르말런은 아약스에서 프로 생활을 시작했다. 2009-10 시즌이 시작하기 전인, 2009년 6월 19일에 아스널로 이적했다. 그는 2009-10 시즌 개막전인 에버튼전에서 프리미어리그 데뷔전을 치렀고, 헤딩으로 데뷔골까지 성공시키면서 팀의 6:1 대승을 이끌었다.
센터백으로서는 크지 않은 키임에도 준수한 제공권을 가졌고 왼발과 머리를 이용한 득점력이 탁월하다. 네덜란드어와 영어를 구사 가능하다.

## 클럽 경력

### 아약스
네덜란드 클럽 AFC 아약스 아카데미에 들어갔다. 2004년 2월 15일 FC 폴렌담에 2:0으로 승리를 거둔 원정 경기에서 프로 무대 데뷔전을 가졌다. 그러나 데뷔전이 아약스가 리그우승을 거둔 이 시즌 뛰었던 유일한 경기였다. 2004-05 시즌 동안 RKC 발베이크로 임대를 떠나게 된다. 임대 간 동안 주전으로 뛰지는 못했지만 13경기에 출장해 3골을 기록했다. 베르마엘렌에게 기회는 아약스로 복귀한 이후 KNVB컵에서 우승으로 찾아왔다. 이 시즌 보였던 활약으로 벨기에 축구 국가대표팀에 소집되었다. 리그 우승팀과 컵 우승팀이 맞붙는 요한 크루이프 실드에서 05-06 시즌부터 07-08 시즌까지 3연패를 차지하고 05-06 시즌, 06-07 시즌 KNVB컵 2연패를 달성했다. 이 기간 동안 함께 아카데미를 졸업한 욘 헤이팅아와 호흡을 맞췄으며, 헤이팅아가 떠난 이후에는 얀 베르통헨과 함께 후방을 책임졌다. 클라스 얀 훈텔라르가 시즌 중반 팀을 떠나 레알 마드리드로 이적하자, 그 대신 2008-09 시즌부터 아약스의 주장을 맡게 되었다. 아약스에서는 주로 왼쪽 풀백으로 많이 뛰었다.

### 아스날

#### 2009-10 시즌
2009년 6월 19일 이적료 1000만 유로로(옵션으로 1200만 유로까지 가능) 아약스를 떠나 4년 계약을 맺으며 아스날에 입단했다. 기존 주전 센터백이였던 콜로 투레가 맨체스터 시티로 떠난 자리를 메우기 위해 영입된 기대를 반영하듯 투레가 가지고있던 5번 등번호를 물려받았다. 입단 이후 윌리암 갈라스와 함께 수비 라인을 형성했다. 2009년 8월 15일 6:1 대승을 거둔 에버튼 FC 원정경기에서 리그 데뷔전을 가져 37분 득점을 올렸다. 이것은 아스날 데뷔전에서 골을 넣은 역대 84번째 선수이다. 위건 애슬레틱에게 4:0으로 승리한 경기에서 다시 한 번 득점을 기록했다. 아스날 팬들은 이러한 활약에 아스날 공식홈페이지에서 선정하는 이 달의 선수를 두번 연속 안겨주었으며 터미네이터의 이름을 따 '버미네이터'라는 애칭을 만들어주었다.
그러나, 첼시FC와의 홈경기에서 애슐리 콜의 크로스를 자책골로 연결하는 실수를 범하며 3:0 패배의 책임을 피할 수 없게 됐다.
많은 헤딩골 뿐만 아니라 블랙번 로버스전에서 왼발로 23미터 중거리 골을 터트리면서 2009-10 시즌 전반기를 지나며 골넣는 수비수로 명성을 드높이게 되었다. 이 시즌의 활약으로 벨기에 올해의 선수 후보에 올랐으며 프리미어리그 올해의 팀에도 포함되었다. 베르마엘렌은 시즌 45 경기 출장 8골 득점의 기록으로 시즌을 마쳤다.

#### 2010-11 시즌
2010-11 시즌을 치르기 전 프리시즌, 에미레이츠 컵 AC밀란전에서 원래 주장인 세스크 파브레가스, 부주장 로빈 판 페르시, 고참 마누엘 알무니아가 모두 결장해 주장완장을 차고 경기에 나섰다.
시즌 첫 3경기를 모두 선발출장했으나 벨기에 국가대표팀에 차출되어 아킬레스 건 부상을 당했다. 부상이 악화되며 2011년까지 복귀가 불가능한 것으로 알려지게 되었다.2011년 3월 17일 아르센 벵거는 베르마엘렌의 복귀에 차질이 빚어지고 있으며 남은 시즌을 모두 결장해야함을 밝혔다.
다행히도 4월 26일 8개월만에 맨체스터 유나이티드를 상대로 올드 트래퍼드에서 열린 리저브 팀 경기에 풀타임 출장하며 복귀를 알린다. 5월 8일, 스토크 시티 브리타니아 스타디움 원정명단에 포함되나 뛰지는 않았다. 하지만 마침내 5월 15일 2:1로 패배한 아스톤 빌라전에 복귀하여 풀타임 출전했다.

#### 2011-12 시즌
주장이던 세스크 파브레가스가 FC 바르셀로나로 2011년 8월 이적해감에 따라 주장 로빈 판 페르시에 이어 부주장이 되었다. 9월 6일 다시 6주 간 아킬레스 부상으로 팀을 이탈하게 된다. 10월 18일 4년 더 팀에 머무르는 장기계약을 체결했다. 오래간에 기다림 끝에 리그컵 4라운드 볼튼 원더러스와의 홈경기에서 복귀해 주장완장을 차고 팀의 2:1 승리를 이끌었다. 경기 84분 허벅지 부상으로 의심되는 고통을 호소하지만, 아스날에게는 다행스럽게도 경기 후 인터뷰에서 이는 단지 쥐가 난 것이였다고 말했다. 11월 1일 3개월만에 올랭피크 드 마르세유전으로 챔피언스리그 복귀전을 가져 0:0으로 끝난 경기에서 무실점을 기록하는데 결정적인 역할을 했다. 11월 5일 웨스트브롬전에서는 팀의 2번째 골을 넣으며 팀의 3:0 승리에 기여했다. 11월 26일 풀럼 FC와 1:1로 비긴 경기에서도 출전하여 65분 자책골을 넣었으나 82분 자신의 실책을 만회하는 동점골을 넣어 경기의 2골을 모두 넣었다. 12월 3일 위건 애슬레틱에 4:0으로 승리한 경기에서 2번째 골을 넣었다. 2012년 3월 12일 뉴캐슬 유나이티드전에서 95분 결승골을 터트렸다. 경기장 반대편에서부터 뛰어들어와 테오 월콧의 크로스를 하프발리슛으로 연결한 멋진 골이였다. 이어지는 경기 에버튼 FC 원정경기에서 로빈 판 페르시의 코너킥을 받아 경기의 유일한 골이자 결승골을 넣어 1:0 승리를 만들어냈다. 4월 16일 홈에서 위건 애슬레틱에 2:0으로 끌려가던 중 토마시 로시츠키의 크로스를 헤딩골로 연결시켜 2:1로 따라가는 만회골을 넣었다. 아르센 벵거는 베르마엘렌과 파트너 로랑 코시엘니에 대하여 수비적으로 단단해 아스날이 안심하고 공격을 나갈 수 있게 만들어준다며 칭찬했다.

#### 2012-13 시즌
2012년 8월 전임 주장이던 로빈 판 페르시가 라이벌인 맨체스터 유나이티드로 이적해 팬들의 분노를 사는 동안 새로운 주장으로 임명되었다.
12월 11일 4부리그 팀인브래드포드 시티를 상대로 한 리그컵 경기에서 동점골을 넣어 경기를 연장전으로 이끄나 승부차기에서 골대를 맞히는 결정적인 실책을 기록하며 팀은 대회에서 탈락했다.

### 국가대표 커리어
청소년 대표팀에서 뛰던 베르마엘렌은 19세 이하 유럽 선수권대회와 2007년 21세 이하 유럽 선수권대회에 참여하였다. 2006년 3월 20세의 나이로 룩셈부르크전에서 A대표팀 데뷔를 기록했다. 2009년 10월 8일에는 2010 월드컵 예선 터키와 에스토니아전 이후 조 4위로 본선 진출이 좌절되자 벨기에의 주장에 임명되었다. 11월 14일 헝가리와의 친선경기에 소집되어 에당 아자르의 크로스를 골로 연결해 국가대표팀 첫 골을 기록했다. 3번 등번호로 맨체스터 시티 주전 수비수 뱅상 콤파니와 주로 짝을 이루며 벨기에 국가대표팀에 중요한 수비수 자원으로 평가받고 있다.

## 통계
2013년 1월 25일 기준
| 팀                  | 시즌               | 리그 | 리그 | 리그 | 컵   | 컵   | 컵   | [유럽대회] | [유럽대회] | [유럽대회] | 총합 | 총합 | 총합 |
| 팀                  | 시즌               | 출장 | 득점 | 도움 | 출장 | 득점 | 도움 | 출장       | 득점       | 도움       | 출장 | 득점 | 도움 |
| ------------------- | ------------------ | ---- | ---- | ---- | ---- | ---- | ---- | ---------- | ---------- | ---------- | ---- | ---- | ---- |
| 아약스              | 에레디비시2003-04  | 1    | 0    | 0    | 0    | 0    | 0    | 0          | 0          | 0          | 1    | 0    | 0    |
| RKC 발베이크 (임대) | 에레디비시2004-05  | 13   | 2    | 0    | 1    | 0    | 0    | 0          | 0          | 0          | 14   | 2    | 0    |
| 아약스              | 에레디비시 2005–06 | 24   | 3    | 0    | 8    | 1    | 0    | 5          | 0          | 0          | 37   | 4    | 0    |
| 아약스              | 에레디비시 2006–07 | 23   | 0    | 0    | 10   | 0    | 0    | 7          | 0          | 0          | 40   | 0    | 0    |
| 아약스              | 에레디비시 2007–08 | 20   | 1    | 0    | 1    | 0    | 0    | 3          | 0          | 0          | 24   | 1    | 0    |
| 아약스              | 에레디비시 2008–09 | 31   | 4    | 0    | 2    | 0    | 0    | 9          | 1          | 0          | 42   | 5    | 0    |
| 아약스              | 총합               | 99   | 8    | 0    | 21   | 1    | 0    | 24         | 1          | 0          | 144  | 12   | 0    |
| 아스날              | 2009-10            | 33   | 7    | 1    | 1    | 0    | 0    | 11         | 1          | 1          | 45   | 8    | 2    |
| 아스날              | 2010-11            | 5    | 0    | 1    | 0    | 0    | 0    | 0          | 0          | 0          | 5    | 0    | 1    |
| 아스날              | 2011-12            | 29   | 6    | 1    | 4    | 0    | 0    | 7          | 0          | 1          | 40   | 6    | 2    |
| 아스날              | 2012-13            | 29   | 0    | 0    | 3    | 1    | 0    | 7          | 0          | 0          | 39   | 1    | 0    |
| 아스날              | 총합               | 96   | 13   | 3    | 8    | 1    | 0    | 25         | 1          | 2          | 129  | 15   | 5    |
| 커리어 통산         | 커리어 통산        | 208  | 23   | 3    | 30   | 2    | 0    | 49         | 2          | 2          | 287  | 27   | 5    |